# De vergeten mijn
De vergeten mijn is het 199ste stripverhaal van Jommeke. De reeks wordt getekend door striptekenaar Jef Nys.Scenarist is Jan Ruysbergh.

## Verhaal
Jommeke krijgt onverwacht bezoek van Madam Pepermunt en haar nichtje, Barbara. Jommeke merkt op dat het nichtje in de gaten wordt gehouden door twee mannen. Later doet Madam Pepermunt haar verhaal over een testament dat tussen de papieren zat van haar broer Jimmy. Professor Gobelijn weet het testament te ontcijferen. Er staat een plan van een vergeten mijn op. De twee mannen luisteren intussen alles af. De volgende dag vertrekken onze vrienden richting New Goldhill. De twee mannen krijgen intussen op hun donder van hun baas: ze moeten het bewuste testament in handen krijgen. Ondertussen gaan onze vrienden richting de Duivelsbergen, waar de vergeten mijn zich zou bevinden. Doch ze worden gevolgd door de twee mannen. En dan komt het tot een confrontatie tussen de handlangers en Madam Pepermunt. De slechteriken willen het testament maar door Bobos, het hondje, kan dit verhinderd worden. Uiteindelijk vinden onze vrienden een ander testament van Madam Pepermunts vader met de laatste aanwijzingen en komen ze zo bij de vergeten goudmijn terecht. Ook professor Gobelijn is aangekomen, en kunnen de dieven ingerekend worden.
Tot slot wordt er een groot feest georganiseerd.